# Gang Min-hyeok
Gang Min-hyeok (kor. 강민혁, ur. 29 października 1981) – południowokoreański narciarz alpejski, dwukrotny olimpijczyk.

## Kariera
Pierwszy raz na arenie międzynarodowej pojawił się 17 stycznia 1997 roku w zawodach FIS Race w Yongpyong. Zajął wtedy w slalomie 14. miejsce na 32 sklasyfikowanych zawodników. Debiut w zawodach Pucharu Świata zaliczył 27 lutego 2000 roku także w Yongpyong. Nie zdołał wtedy się zakwalifikować do drugiego przejazdu w slalomie. W karierze nie udało mu się ani razu zdobyć pucharowych punktów.
Dwukrotnie startował na zimowych igrzyskach olimpijskich (IO 2002, IO 2006). Najlepszy rezultat osiągnął na igrzyskach w Salt Lake City w 2002 roku, kiedy to w slalomie znalazł się na 30. miejscu w końcowej klasyfikacji. Także dwukrotnie brał udział na mistrzostwach świata. Najlepszy wynik osiągnął na mistrzostwach w 2005 roku w Bormio, kiedy to w slalomie był 25. Nie startował na mistrzostwach świata juniorów.

## Osiągnięcia

### Igrzyska olimpijskie
| Miejsce | Dzień     | Rok  | Miejscowość    | Konkurencja | Czas biegu  | Strata   | Zwycięzca          |
| ------- | --------- | ---- | -------------- | ----------- | ----------- | -------- | ------------------ |
| 46.     | 21 lutego | 2002 | Salt Lake City | Gigant      | 2:37,10 min | +13,82 s | Stephan Eberharter |
| 30.     | 23 lutego | 2002 | Salt Lake City | Slalom      | 1:58,48 min | +17,42 s | Jean-Pierre Vidal  |
| DNF1    | 20 lutego | 2006 | Turyn          | Gigant      | -           | -        | Benjamin Raich     |
| DSQ2    | 25 lutego | 2006 | Turyn          | Slalom      | -           | -        | Benjamin Raich     |

### Mistrzostwa świata
| Miejsce | Dzień     | Rok  | Miejscowość | Konkurencja | Czas biegu  | Strata  | Zwycięzca          |
| ------- | --------- | ---- | ----------- | ----------- | ----------- | ------- | ------------------ |
| DNF1    | 9 lutego  | 2005 | Bormio      | Gigant      | -           | -       | Hermann Maier      |
| 25.     | 12 lutego | 2005 | Bormio      | Slalom      | 1:48,62 min | +7,28 s | Benjamin Raich     |
| 42.     | 14 lutego | 2007 | Åre         | Gigant      | 2:28,73 min | +9,09 s | Aksel Lund Svindal |
| BDNF1   | 17 lutego | 2007 | Åre         | Slalom      | -           | -       | Mario Matt         |